# Tasovice (okres Blansko)
Obec Tasovice se nachází v okrese Blansko v Jihomoravském kraji. Žije zde 76 obyvatel.

## Název
Základem jména vesnice bylo osobní jméno Tas, domácká podoba latinského jména Prothasius (řeckého původu). Jméno vsi bylo původně pojmenováním obyvatel vesnice (Tasovici), které znamenalo "Tasovi lidé". Vesnice byla pojmenována po některém příslušníkovi rodu označovaného dnes jako Tasovci, u nějž bylo jméno Tas oblíbené.

## Historie
První písemná zmínka o obci pochází z roku 1406.

## Pamětihodnosti
- Kaple Nejsvětější Trojice

## Galerie

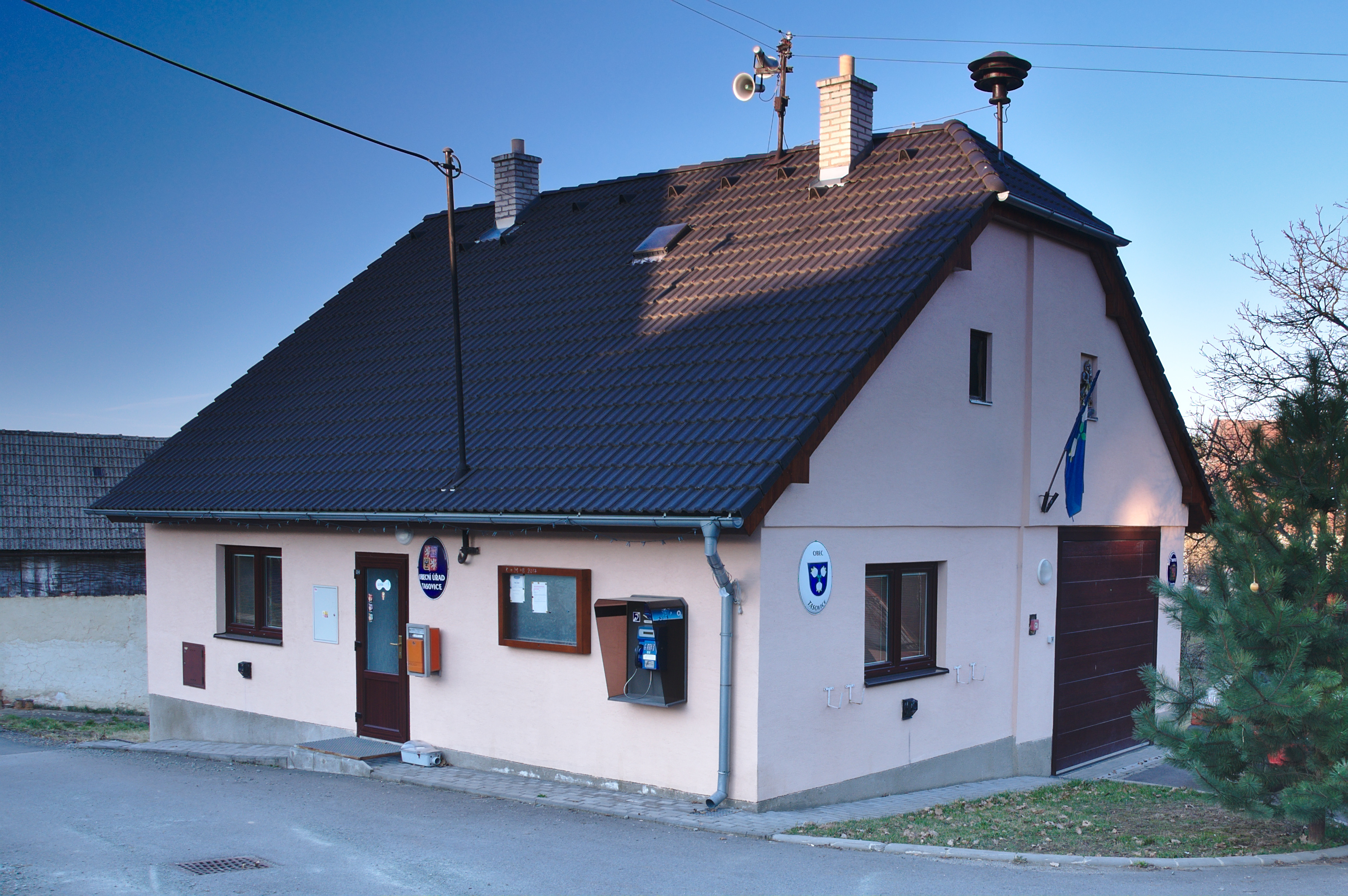
Obecní úřad
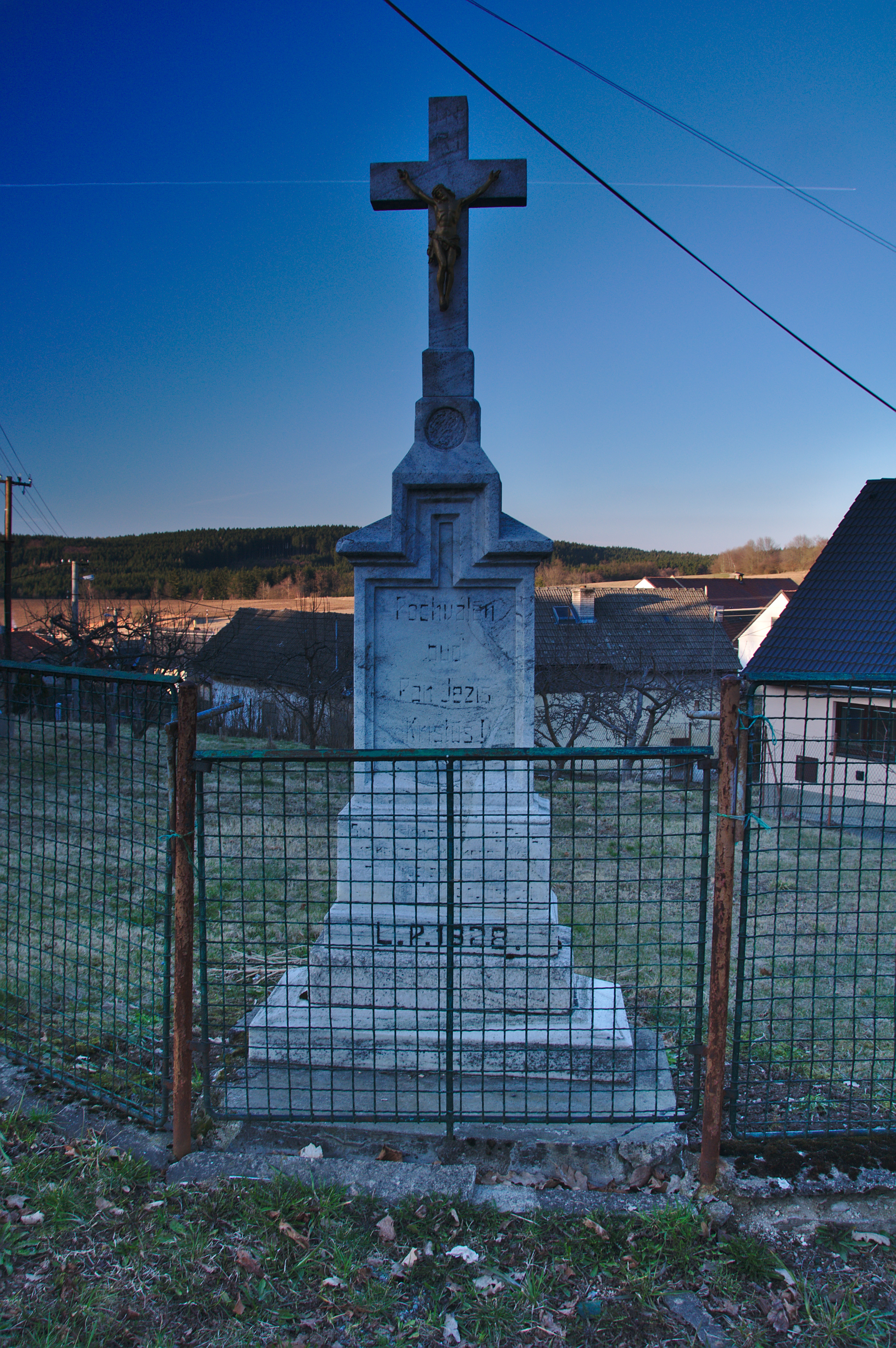
Kříž na návsi
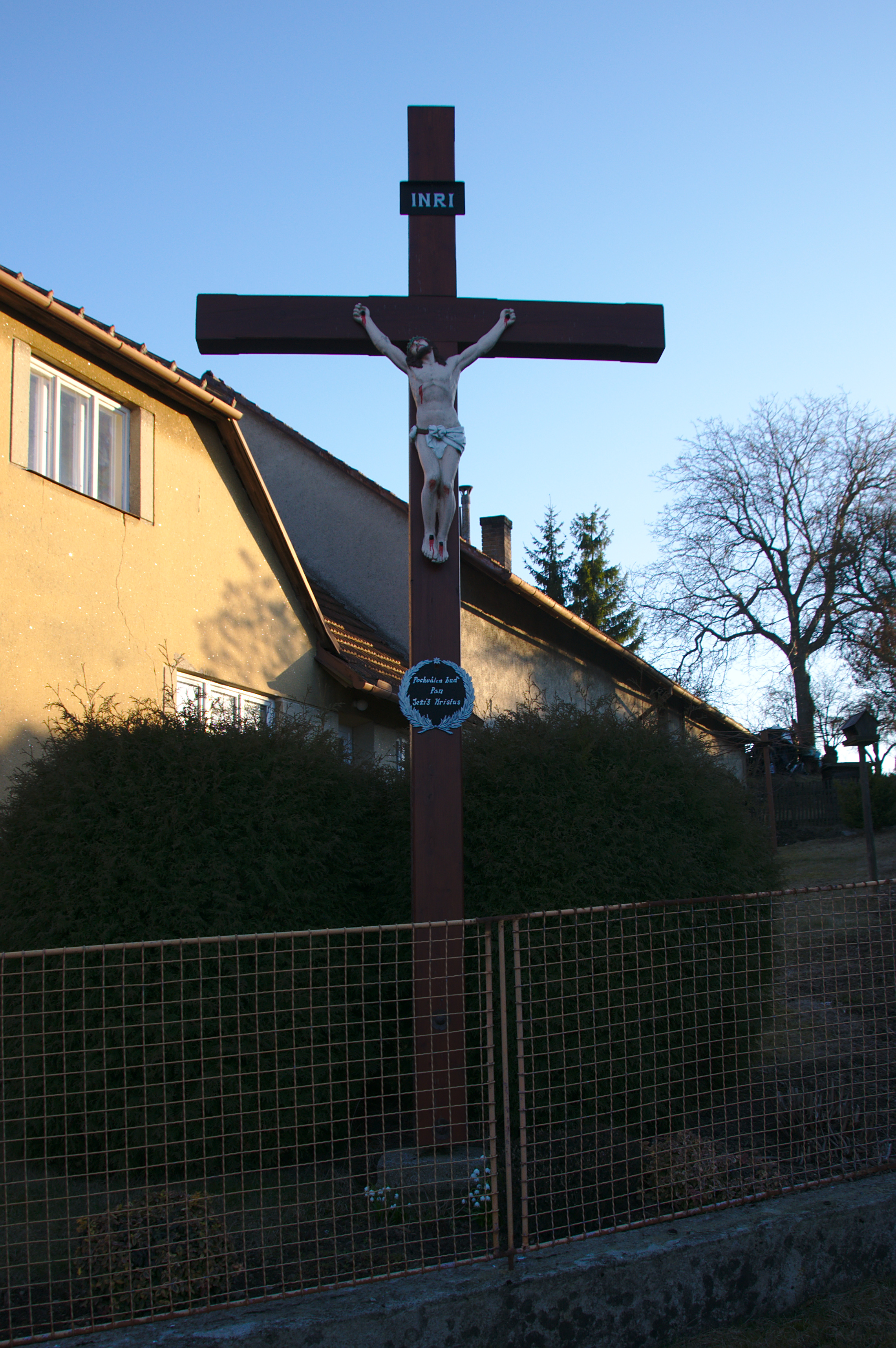
Kříž u č.p. 2
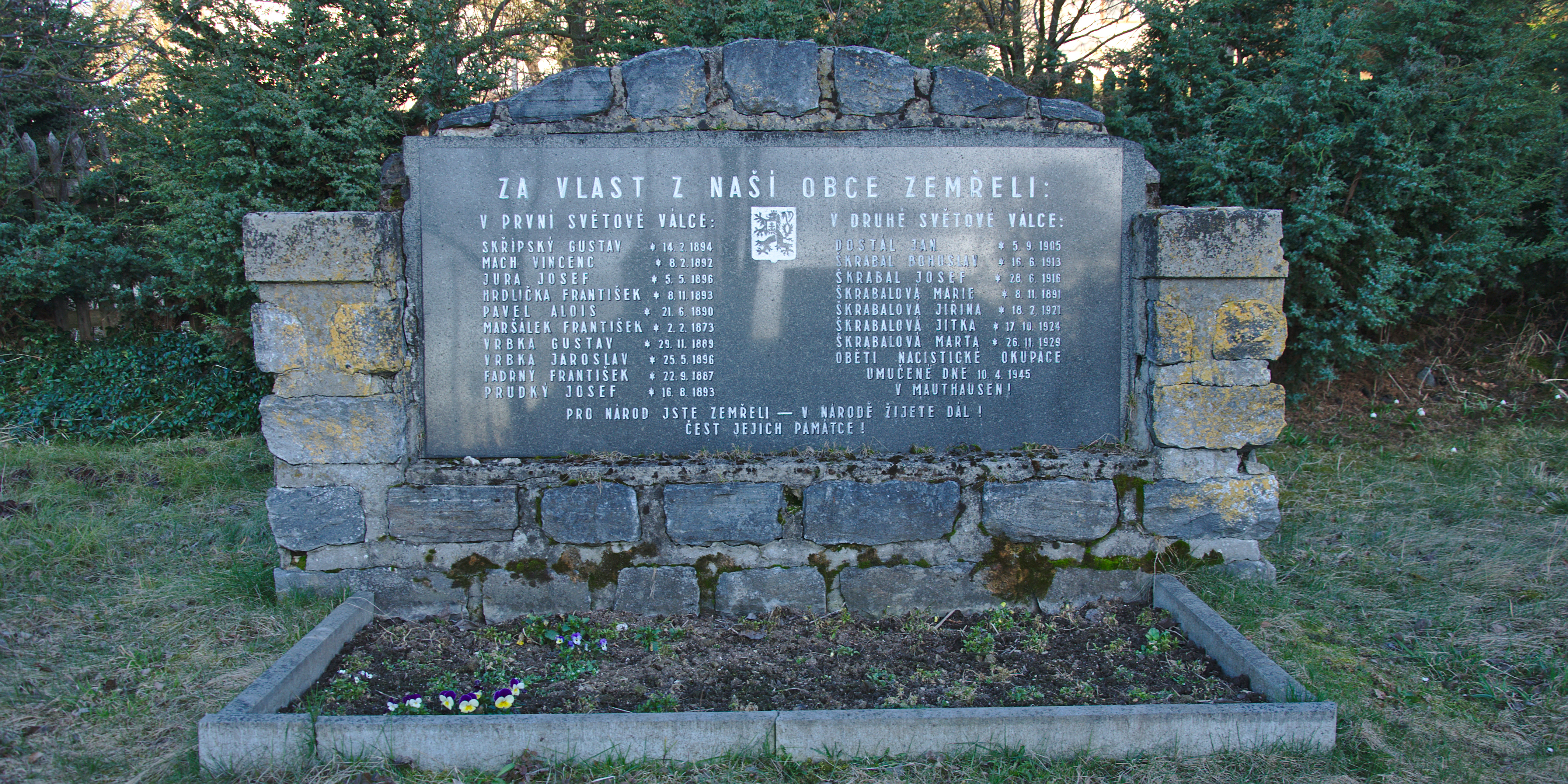
Pomník padlým ve světových válkách
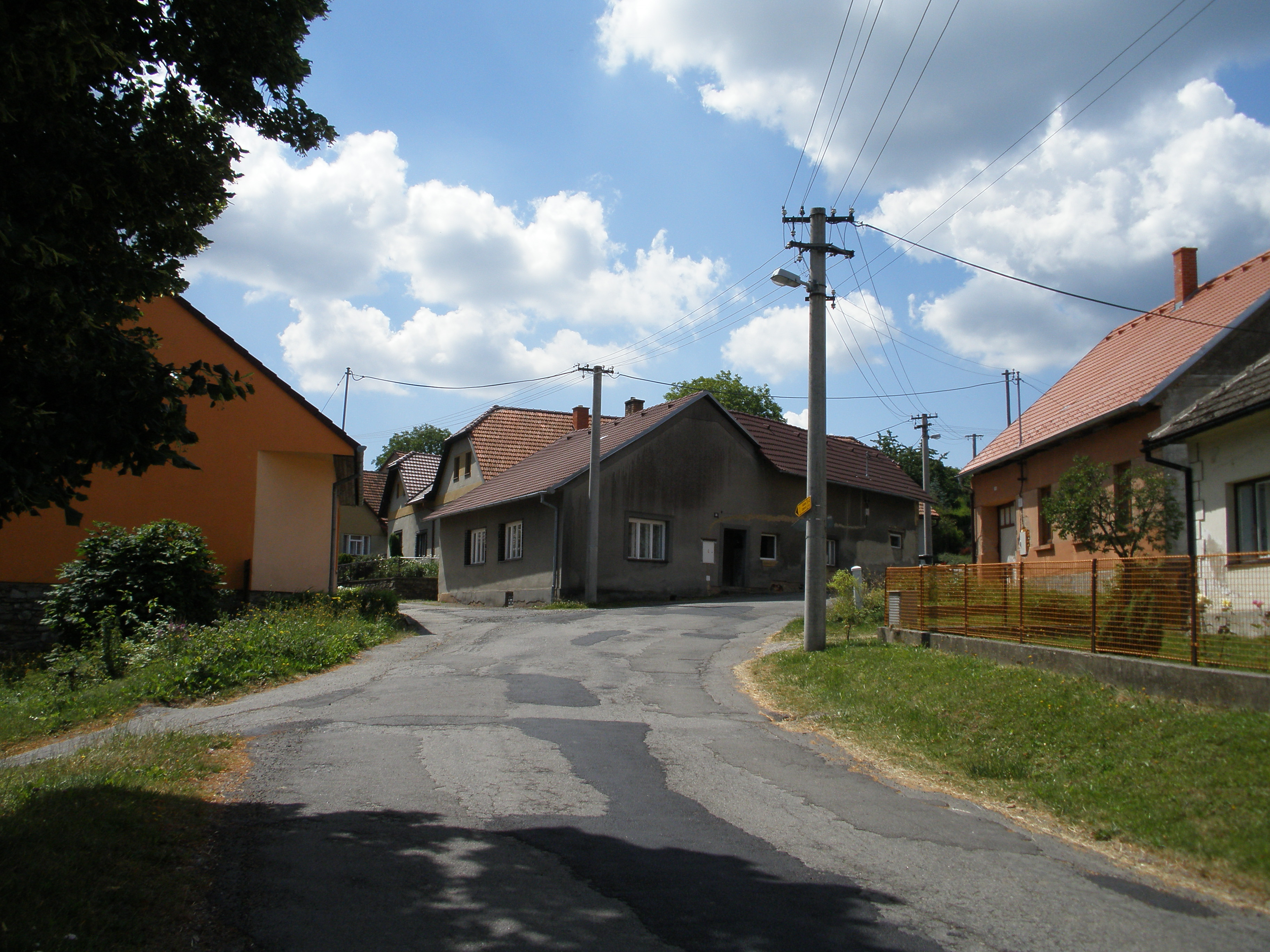
Pohled do vesnice